# Hinkelstein (Brombach)
Der Hinkelstein ist ein vorgeschichtlicher Menhir in Brombach, einem Ortsteil von Eberbach im Rhein-Neckar-Kreis in Baden-Württemberg.

## Lage
Der Stein befindet sich westlich von Brombach in einem Waldstück, genau auf der Gemeindegrenze zu Heddesbach. Er ist über einen Waldweg, den Hinkelsteinweg, zugänglich.

## Beschreibung
Der Menhir besteht aus Buntsandstein. Er ist pfeilerförmig und sekundär stark bearbeitet. Die Seiten sind unten stark geglättet, der obere Bereich ist hingegen nur grob bearbeitet. Auf der nach Brombach weisenden Seite ist oben eine Nische zur Aufnahme eines Heiligenbildnisses eingehauen, darunter eine Geweihstange als Zeichen der Zent Hirschhorn (im Volksmund wird sie als „Hinkelschwanz“, d. h. „Hünchenschwanz“ bezeichnet) und ganz unten ein gleichschenkliges Kreuz als Zeichen des Bistums Speyer. Auf der nach Heddesbach weisenden Seite sind die Buchstaben „HH“ und „MIK“ eingemeißelt. Der Stein hat eine Höhe von 170 cm, eine Breite von 40 cm und eine Dicke von 40 cm. Durch eine Eisenklammer ist er mit einem modernen Grenzstein verbunden.

## Der Menhir in regionalen Sagen
Nach einer Sage soll man, wenn man ein Ohr an den Stein drückt, die darunter lebenden Hühner gackern hören. Die Sage hat ihren Ursprung wahrscheinlich in der Bezeichnung Hinkel für ein junges Huhn. Es gab allerdings auch den mittelalterlichen Brauch, Eierschalen, Glasscherben und Kohlen unter einem Grenzstein zu platzieren, um bei einer Hebung des Steins zu sehen, ob sie rechtens war.
Eine verwandte Sage berichtet, dass einige Leute in der Nähe des Menhirs ein junges Huhn („Hinkel“) gesehen haben, das niemandem gehörte und sich nicht fangen ließ, sondern stets unter dem Stein verschwand.
Eine weitere Sage dreht sich um die Verwendung des Menhirs als Grenzstein. Demnach waren die Bewohner von Brombach und Heddesbach übereingekommen, ihren Grenzstreit so zu lösen, dass ein in der Gegend wohnender Riese namens Hinkel einen bei Heddesbach liegenden Sandsteinblock in Richtung Brombach tragen sollte. Er durfte sich auf dem Weg sogar einmal ausruhen, aber danach sollte die Stelle, an der er den Stein aus Erschöpfung ablegte, die Grenze beider Orte markieren. Der Riese willigte ein, machte seine Rast auf einem Steinblock bei Heddesbach, der daher den Namen Ruhestein trägt, und legte den Menhir schließlich an seinen heutigen Standort ab.